# Parlatoria keteleericola
Parlatoria keteleericola är en insektsart som beskrevs av Tang och Chu 1983. Parlatoria keteleericola ingår i släktet Parlatoria och familjen pansarsköldlöss. Inga underarter finns listade i Catalogue of Life.